# Хенниг, Эми
Эми Хенниг (род. 19 августа 1964 г.) — американский режиссёр компьютерных игр и сценарист, ранее работавшая в Naughty Dog над двумя основными сериями: Jak и Daxter и Uncharted. Журнал Edge назвал её одной из самых влиятельных женщин в индустрии компьютерных игр.

## Биография
Окончила Калифорнийский университет в Беркли, получив степень бакалавра по английской литературе. Пошла в киношколу в Государственном университете Сан-Франциско. В то же время была нанята в качестве художника для игры Atari под названием ElectroCop. Работая над игрой, она решила, что компьютерные игры лучше, чем кино; вскоре она бросила киношколу. Хенниг утверждает, что её литературное образование и изучение кино помогли ей в работе: «Все, что я узнала как студент с факультета английской литературой и в киношколе о редактировании и кадрах и языке кино, вошло в игру, но каким-то незапланированным мной образом".

## Карьера
Хенниг работает в индустрии компьютерных игр с конца 1980-х годов. Большинство её ранних работ связаны с играми в Nintendo Entertainment System, где она работала в качестве художника и аниматора. Её первая работа, в качестве внештатного художника для ElectroCop, была над неизданной игрой для Atari 7800. После этого присоединилась к Electronic Arts в качестве аниматора и художника, к проекту над неизданной игрой Bard's Tale 4 и Desert Strike.  Позже перешла к разработке и режиссуре компьютерных игр.
В Electronic Arts работала художником над игрой Michael Jordan: Chaos in the Windy City. Позже получила должность главного дизайнера. В конце 1990-х перешла на работу в Crystal Dynamics, где помогала Silicon Knights в разработке Blood Omen: Legacy of Kain. Работала режиссёром, продюсером и сценаристом игры «Legacy of Kain: Soul Reaver».  Также режиссировала и писала сценарии для  «Legacy of Kain: Soul Reaver 2» и «Legacy of Kain: Defiance».
Уволилась из Crystal Dynamics, перейдя на должность креативного директора в Naughty Dog. Работала над серией «Jak and Daxter», режиссёром Uncharted: «Drake's Fortune», главным сценаристом и креативным директором серии Uncharted.  Работая над Uncharted 2: Among Thieves, Хенниг возглавляла команду из 150 человек. Так же была режиссёром и сценаристом Uncharted 3: Drake’s Deception и Uncharted 4: A Thief’s End для PlayStation 4.
3 апреля 2014 года Хенниг вместе с Тоддом Сташвиком присоединилась к Visceral Games для работы над игрой «Звёздные войны». Но 17 октября 2017 года было объявлено, что EA закрывает Visceral Games и передаёт проект «Звездные войны» в другую студию для «значительных изменений». Представитель EA рассказал Polygon, что EA «обсуждают с Эми её следующий шаг».
В июне 2018 года Хенниг объявила, что в январе покинула EA и основала небольшую студию для изучения вариантов, связанных с играми виртуальной реальности.

## Стиль
Хенниг считает, что термин «платформер» устарел и неправильно используется во многих современных играх, предпочитая для некоторых подобных игр иной термин, например «обходной». Она также считает, что слишком большое внимание к графике может помешать игре. По её мнению, как только создатели игр сосредоточатся на творческом самовыражении, компьютерные игры значительно улучшатся.
Она часто использует вспомогательных персонажей, чтобы посредством взаимодействия внутри сценария выделить аспекты личности других персонажей. Например, Хлоя Фрейзер действует в качестве вспомогательного для Натана Дрейка, подчёркивая темные аспекты его личности и прошлого. Работая над серией Uncharted, Хенниг описала работу над сюжетом как «передовую линию» жанра кинематографических компьютерных игр.
Получила две награды Гильдии писателей Америки за написание компьютерных игр, а также несколько наград за свою работу над Uncharted 2: Among Thieves и Uncharted 3: Drake’s Deception.